# O Gênio do Cristianismo

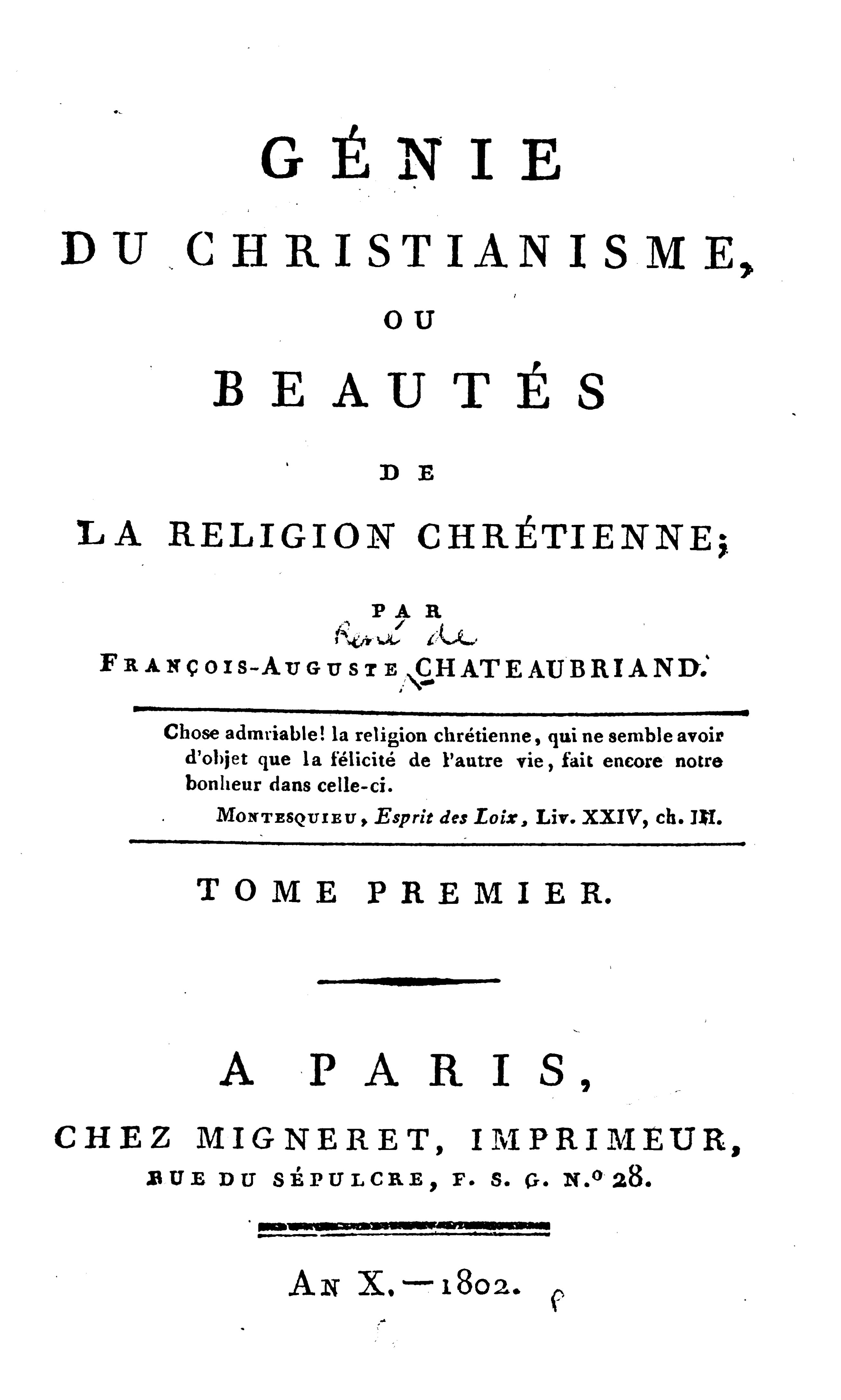
Título da capa da edição de 1802.

O Gênio do Cristianismo (Francês: Génie du christianisme) é uma obra do autor francês François-René de Chateaubriand, escrito durante o seu exílio na Inglaterra na década de 1790 como uma defesa da fé católica, então sob ataque durante a Revolução Francesa. Foi publicado pela primeira vez na França em 1802, depois de Chateaubriand aproveitar a anistia concedida por Napoleão para os émigrés, o que lhe permitiu regressar ao seu país de origem em 1800. Napoleão, que tinha acabado de assinar a Concordata com o papa, inicialmente fez uso do livro de Chateaubriand como propaganda para ganhar apoio entre os católicos franceses. Dentro de cinco anos, Napoleão manteve uma querela com o autor e o mandou para o exílio interno.
Em O Gênio do Cristianismo, Chateaubriand defende a sabedoria e a beleza do Cristianismo contra os ataques por parte dos filósofos e políticos revolucionários do Iluminismo. O livro teve uma grande influência sobre a cultura do século XIX, e não apenas sobre a vida religiosa. Pode-se dizer que o seu maior impacto foi na arte e literatura: foi uma grande inspiração para o movimento romântico.

## Obra
O livro surgiu a partir da tentativa de Chateaubriand para compreender as causas da Revolução Francesa, que levou à morte muitos de seus amigos e familiares. Algum tempo no final dos anos de 1790, Chateaubriand tinha se revertido para a fé católica de sua infância. Ele sentiu que a França havia perdido o rumo durante o período do Iluminismo, quando os intelectuais líderes como Voltaire haviam sido hostis à religião tradicional. Nesta obra, Chateaubriand pretende provar que "o Cristianismo vem de Deus, porque é excelente". Com esse objetivo em mente, ele está particularmente interessado nas contribuições artísticas da religião cristã, comparando-as com as civilizações antigas e pagãs. O tema principal do livro é que "só o Cristianismo é capaz de explicar o progresso nas artes e letras". Chateaubriand acusa os escritores do século XVIII de incompreenderem Deus. Ele faz uma exceção para Jean-Jacques Rousseau, que possuía uma "sombra de religião". Assim, para Chateaubriand, Voltaire é um dramaturgo inferior a Racine porque Voltaire não era cristão.

## Estrutura e conteúdo
Chateaubriand dividiu Génie du christianisme em quatro partes:
- Parte Um: Dogmas e Doutrinas. Dividido em seis livros: Mistérios e Sacramentos; Virtudes e Leis Morais; A Verdade das Escrituras, a Queda do Homem; A Verdade das Escrituras (continuação), Objeções contra o Sistema Moral de Moisés; A Existência de Deus provada pelas Maravilhas da Natureza: Imortalidade da Alma, provada pela Moral e os Sentimentos.
- Parte Dois: A Poesia do Cristianismo. Dividido em cinco livros: Estudo Geral dos Épicos Cristãos; Poesia na Relação com os Personagens Humanos; Poesia em Relação às Paixões Humanas (continuação); Na Maravilhosa, ou Poesia em Relação aos Seres Sobrenaturais; a Bíblia e Homero.
- Parte Três: Artes e Literatura. Dividido em cinco livros: Belas Artes; Filosofia; História; Eloquência; Harmonias da Religião Cristã, com Cenas da Natureza e as Paixões do Coração Humano.
- Parte Quatro: Ritual. Dividido em seis livros: Igrejas, Ornamentos, Solenidades, etc.; Túmulos; Estudo Geral do Clero; Missões; Ordens Militares ou Cavalaria; Serviços prestados à Sociedade pelo Clero e da Religião Cristã em Geral.

A edição original de Génie du christianisme também continha duas novelas de Chateaubriand, René e Atala, ambos contos românticos sobre os nativos norte-americanos. As novelas foram publicadas separadamente. Juntamente com a história relacionada, Les Natchez, que era inédito até 1827, esses livros continuaram a trazer fama para Chateaubriand ao longo de sua vida.

## Influência
Génie du christianisme teve uma influência considerável sobre a história das ideias literárias e religiosas na França do século XIX. Escrito em um estilo clássico, mas precoce romântico na sensibilidade, glorificou novas fontes de inspiração, como a arquitetura gótica e os grandes épicos da Idade Média. Muitos críticos consideram os poderes vívidos de Chateaubriand de inscrição melhores do que a força de seus argumentos filosóficos. Como David Cairns escreve: "Além de sua finalidade específica, Génie du Christianisme definiu uma corrente de simpatia que flui entre o autor e toda uma geração de jovens homens e mulheres francesas, acendendo a imaginação em uma ampla gama de sentimentos e ideias: o poder dos grandes escritores épicos, a Natureza na sua imensa diversidade e grandeza, a poesia de ruínas, o feitiço de um passado distante, a beleza de rituais populares imemoriais e a melancolia assombrada da música que os acompanha, as dores de consciência e o despertar dos perigos e ardores da alma adolescente solitária. Mais do que qualquer outro trabalho, foi o iniciador do romantismo francês precoce". Além disso, o livro serviu de modelo para a renovação do catolicismo francês, inspirando inúmeros autores, incluindo Prosper Guéranger e Félicité Robert de Lamennais.